# جورج باستور
جورج باستور (بالإنجليزية: George Pastor)‏ (23 نوفمبر 1963 في بيرو - ) هو مدرب كرة قدم ولاعب كرة قدم أمريكي في مركز الهجوم. شارك مع منتخب الولايات المتحدة لكرة القدم. أما مع النوادي، فقد لعب مع سان خوزيه إيرث كويكس وميلواكي وايف وSalt Lake Sting ‏ وSan Jose Oaks ‏ وسانت لويس ستورم ‏ وسان فرانسيسكو باي بلاكهوكس ‏.

## وصلات خارجية
- جورج باستور على موقع قاعدة بيانات كرة القدم.إي يو (الإنجليزية)